# J-Beauty
J-Beauty (abréviation anglaise pour Japanese Beauty), est un terme utilisé pour définir tout ce qui concerne la beauté en provenance du Japon, exploitant des produits naturels d'origine japonaise ou un savoir-faire japonais existant dans ce domaine (marques, produits, rituels, innovations, ingrédients locaux, compléments alimentaires),. 
Cette influence est apparue avec l'implantation en Asie puis aux États-Unis et enfin en Europe, de grands groupes japonais Shiseido, Kanebo, Shu Uemura, DHC et de la popularisation de leurs produits phares tels que l'huile démaquillante, le masque en papier ou en tissu, l'éponge au konjac, le papier absorbant aburatorigami : le saho ou layering, le kobido ou massage anti-âge, le double démaquillage et enfin, de certains ingrédients locaux yuzu, l'huile de camélia, le riz, le thé vert, le matcha, et le konjac incorporés dans les formulations produits de grandes marques de soins et de parfums de groupes internationaux.

« L’influence du Japon sur le marché mondial des cosmétiques et des soins a été considérable, grâce à des marques réputées depuis des années comme SK-II et Shiseido, qui ont participé au succès des ingrédients anti-âge, et des nouveaux venus comme Suqqu et RMK, qui proposent des soins et des lotions équilibrantes. « La Corée du Sud et le Japon révolutionnent depuis longtemps le secteur de la recherche et du développement des soins. Une grande partie de cette innovation est due à la très forte demande de la clientèle asiatique qui réclame des produits hyper sophistiqués », affirme Jan Master, responsable de Harrods Magazine, un mensuel publié par le grand magasin de luxe à Londres. »

## Des concepts de beauté pionniers
De nombreux produits et concepts de beauté made in Japan se sont introduits dans les salles de bain et ont été repris par de grands noms de la cosmétique internationale :
- Le layering fait partie du rituel de soins japonais depuis des siècles.
- Le double démaquillage : association d'huile démaquillante et de savon nettoyant pour retirer le maquillage résistant[9].
- Le mascara effet faux cils de Miaray lancé en 2001[10]. La technique a été reprise par de nombreuses marques de maquillages par la suite.
- La poudre correctrice de teint Rainbow face powder qui inclut sept pigments de différentes couleurs a été inventée par Shiseido en 1917[11].
- L'éponge au konjac existe depuis 120 ans au Japon, elle était utilisée pour le bain des nourrissons puis s'est démocratisée pour l'industrie cosmétiques[12].
- Le papier matifiant (washi) utilisé depuis des siècles pour absorber le sébum et la transpiration du visage a été commercialisé en 1904 par Yojiya
- L'huile démaquillante de Shu Uemura lancée en 1967  [13] pour ôter le maquillage incrusté dans les pores de la peau.
- Le masque prédécoupé en tissu créé par SK-II en 1981[14].
- L'essence cosmétique, un concentré d'ingrédients actifs qui s'applique après la lotion et avant le sérum et la crème, concept marketing pensé par SK-II, qui est devenu une nouvelle étape de routine beauté avec le lancement de leur essence Secret Key II en 1980[14].